# アメリカ合衆国の歴史 (1991-現在)

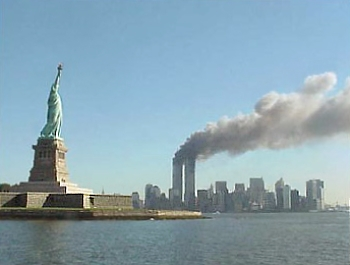
アメリカ同時多発テロ事件

本稿では1991年以降のアメリカ合衆国の歴史（1991ねんいこうのアメリカがっしゅうこくのれきし）、即ち冷戦後のアメリカ合衆国（れいせんごのアメリカがっしゅうこく）について述べる。
1989年12月3日のマルタ会談で冷戦の終結が宣言され、1990年以後のアメリカ合衆国は「冷戦後」という時代が始まった。1991年は湾岸戦争で始まり、年末にはソビエト連邦が崩壊した（ソビエト連邦の崩壊）。冷戦後のアメリカ合衆国は、中東での軍事介入を継続した。

## グローバリゼーションと新経済
クリントン大統領の任期は国内問題に大きな比重が置かれた期間だった。1994年から2000年の6年間には、多くの評論家が技術を推進力とした「新経済」と呼ぶものが出現し、さらには比較的高い実質生産量の伸びを示し、インフレ率は低く、失業率は5％以下のレベルになった。インターネットとそれに関わる技術は経済の中に幅広く浸透し、連邦準備制度議長のアラン・グリーンスパンが1996年に「不合理な活況」と表現したように、ウォールストリートの技術を推進力とするバブル経済を促進した。
1991年にソビエト連邦が解体された後、アメリカ合衆国は軍事力において世界で傑出した力を持ち、経済面でアメリカ合衆国の最大のライバルと見られることのある日本は停滞の時期に入っていた。中国は貿易においてアメリカの最強の競合者となり、その競合分野を拡げていた。ハイチやバルカン半島での地域紛争に際しては、クリントン大統領が平和維持軍としてアメリカ軍を派遣した。これは世界の他の部分に警察力を発揮することがアメリカの役割であるのかという冷戦時代の議論を復活させることになった。アメリカ軍が中東での駐屯を続けていることに対して、海外イスラム圏の過激派が襲撃を予告するようになり、1993年にはニューヨークのツインタワーである世界貿易センター内でトラックを爆破した。また海外のアメリカ合衆国関連資産に対しても多くの攻撃を行った。
1990年代はラテンアメリカやアジアからの移民が圧倒的に多く、次の世代でアメリカ合衆国の人口構成を大きく変える地盤ができた。例えばヒスパニック系住人が少数民族の中での最大集団としてアフリカ系アメリカ人に取って代わるようなことだった。

### インターネット・バブル
2000年前半から2001年に掛けて、インターネット・バブルが弾けた。インターネット関連株の有望性に関わる加熱状態によって主要指標が大きく上昇していた。2000年3月10日、NASDAQが1年前の2倍以上となる高値5,048.62をつけた（日中の最高値は5,132.52）。
3月13日月曜日に出された大量の売り注文が連鎖反応を引き起こし、投資家、ファンドなどの機関が清算に動いた。3月10日の約5,050から僅か6日間の間に9％近くNASDAQ指数が下降し、3月15日には4,580となった。
1999年のクリスマス・シーズンの後、インターネット関連小売業の業績が悪く、"Get Rich Quick"（手っ取り早く稼げる）インターネット戦略が大抵の会社にとっては欠陥であるということを示す初めての明瞭にはっきりとした証拠になった可能性がある。これら小売業界の業績は、民間会社の年度あるいは四半期報告が発表される3月に明らかになった。このときに"Get Rich Quick"戦略が多くの会社にとって欠陥となった。
2001年までにバブルは急速に凋んでいった。インターネット関連産業の大半はそのベンチャーキャピタルが燃え尽きた後は取引を止め、多くは純利益も残せなかった。投資家達は冗談でこれら失敗したインターネット関連産業("dot-com")のことを"dot-bombs"（インターネットの爆弾）とか"dot-compost"（インターネットの肥料）などと呼んだ。

## 地域紛争

### 第一次イラク戦争
工業化社会が石油に大きく依存しており、その確認埋蔵量の大半が中東の国々にあるということを、1973年さらには1979年の2度のオイルショックでアメリカ合衆国は理解するようになった。1980年代に石油価格は実質ベースで1973年以前のレベルに戻っていたが、石油消費国、特に北アメリカ、西ヨーロッパおよび日本にとっては思いがけない結果になり、中東の主要産油国の莫大な埋蔵量はその地域の戦略的重要性を実証していた。1990年代初期、石油に関わる政治は1970年代初期と同様に危険なものだった。
中東における紛争がまた1つ国際的危機を生んだ。1990年8月2日、イラクが隣国のクウェートを19番目の州として併合することを目指して侵略を開始した。この侵略に先立ち、イラクはアメリカ合衆国国務省にクウェートが傾斜掘削を行っていると苦情を伝えていた。これは数年前から続いていたことだったが、イラクはこの時イラン・イラク戦争の負債を払い経済危機を回避するために石油からの収入を必要としていた。サッダーム・フセイン大統領はその軍隊にクウェート国境に進軍し、侵略の意図があることを警告するよう命令した。駐イラク・アメリカ合衆国大使エイプリル・グラスピーがフセインと緊急会談を開き、その場でフセインは対話を継続する意志を述べた。イラクとクウェートが最終協議の場を持ち、これが決裂した。フセインは自軍をクウェート領内に送った。
アメリカ合衆国当局は、1940年代以降アメリカ合衆国と密接な同盟関係にあり、石油も豊富なサウジアラビアと、イラクのフセイン大統領が今にも戦火を交えようとしていることを恐れた。西側世界はイラクの侵入を侵略行為であるとして非難した。アメリカ合衆国大統領ジョージ・H・W・ブッシュはフセインをアドルフ・ヒトラーに擬え、もしアメリカ合衆国と国際社会が動かなければ、このような侵略行為が世界のどこでも起こるようになると宣言した。
国際連合安全保障理事会の常任理事国5カ国のうちの2つ、アメリカ合衆国とイギリスが委員会を説得してイラクにクウェートから立ち去る日限を通告させた。西側世界は世界経済に悪影響を与えることを恐れ、クウェートの石油供給をフセインの支配下にならないようにする決断をした。フセインは石油輸出国に原油価格を上げ、生産量を削減するよう圧力を掛けた。しかし、西側諸国は1970年代のアラブ諸国による石油禁輸処置で混乱が生じたことを覚えていた。
フセインは撤退の日限を無視し、国際連合安全保障理事会はイラクに対する宣戦を布告した。戦争は1991年1月に始まり、その「砂漠の嵐作戦」ではアメリカ軍が国連軍の大半を占めた。2月下旬にイラク軍がクウェートから撤退する時までに、イラクは約2万人の兵力を失った。ある情報源ではイラク側に10万人に上る損失が出たとしている。

### 9.11同時多発テロ事件

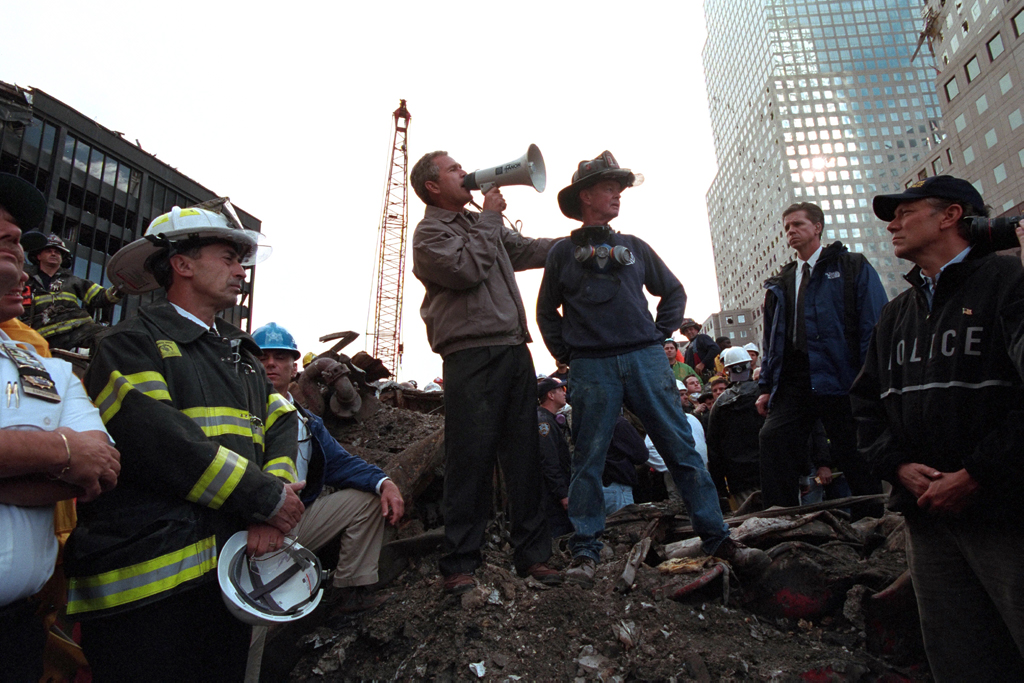
2001年9月14日、ブッシュ大統領はニューヨークのグラウンド・ゼロで救助隊員に向けた演説を行った。「私は貴方たちの言うことを聞くことができる。世界の他の部分も貴方たちの言うことを聞く。これらの建物を倒した人々は間もなく我々全ての言い分を聞くことになるだろう。」

2001年9月11日朝、4機の民間航空機がハイジャックされた。そのうちの2機はニューヨーク市のワールド・トレードセンターに衝突し、双子ビルを倒壊させて3,000人弱の人命を奪った。3機目はバージニア州アーリントンのペンタゴンに突っ込んだ。4機目は乗客が反乱を起こした後にペンシルベニア州南部に墜落しており、操縦していたハイジャック犯人に墜落させたものと考えられている。このテロ事件でもたらされた大きな衝撃、悲しみそして怒りはアメリカ国内のムードを変えた。ウサーマ・ビン＝ラーディンとそのアルカーイダのテロリスト・ネットワークがこのテロを仕組んだことがわかり、ブッシュ大統領は「テロへの戦い」を宣言した。
アメリカ合衆国議会は今後のテロ攻撃に対する幾つかの防衛策を承認した。例えば国土安全保障省の創設であり、米国愛国者法の成立だったが、この米国愛国者法はアメリカ自由人権協会のような団体から批判を受けた。アメリカの軍事的対応としては2001年10月7日のアフガニスタン侵攻があった。その標的はアルカーイダであり、彼等を支援し匿っているターリバーン政権だった。アメリカ軍は十数か国からの軍隊の支援を受け、ターリバーンを政権の座から追うことに成功したが、連合軍とアフガニスタンの様々な党派との間に今でも戦闘が続いている。
2002年、アメリカ合衆国の国内総生産は2.8％成長した。2002年の上半期における主要な短期的問題は証券市場の急落であり、これは一部大企業の不明瞭な会計方法が暴露されたことが原因の一つだった。もう一つの問題は失業率であり、世界恐慌以来となる長期間の増加を続けていた。市場の安定性に失業率の問題が組み合わされ、経済学者や政治家の中ではこの状況を「雇用なき景気回復」と言う者もいた。それでも2003年から2005年のアメリカ合衆国は9.11不況からの着実な経済回復を成し遂げていた。

### 第二次イラク戦争

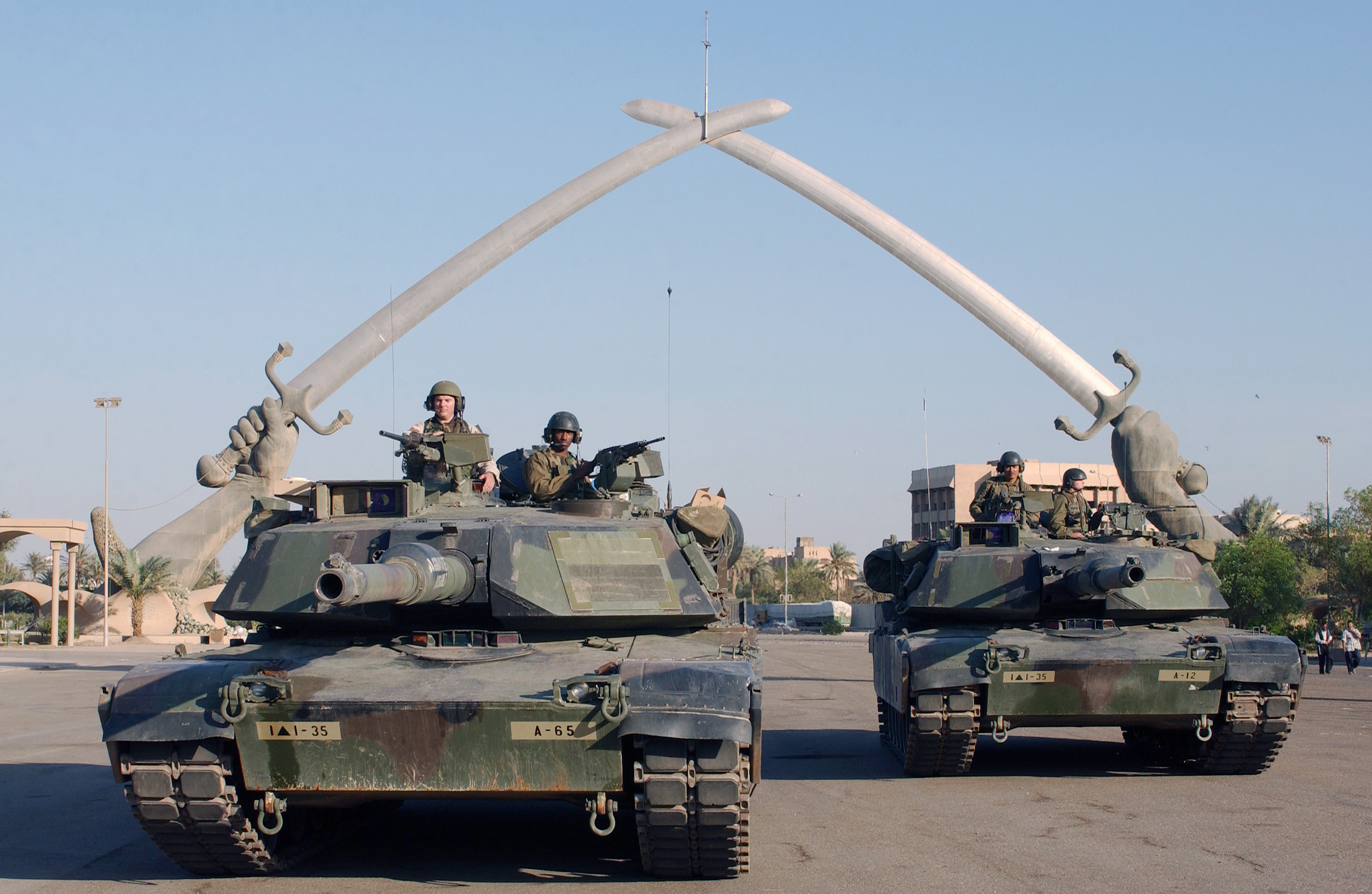
M1エイブラムス戦車。イラクのバグダード、セレモニー広場にある「勝利の手」の下で撮影

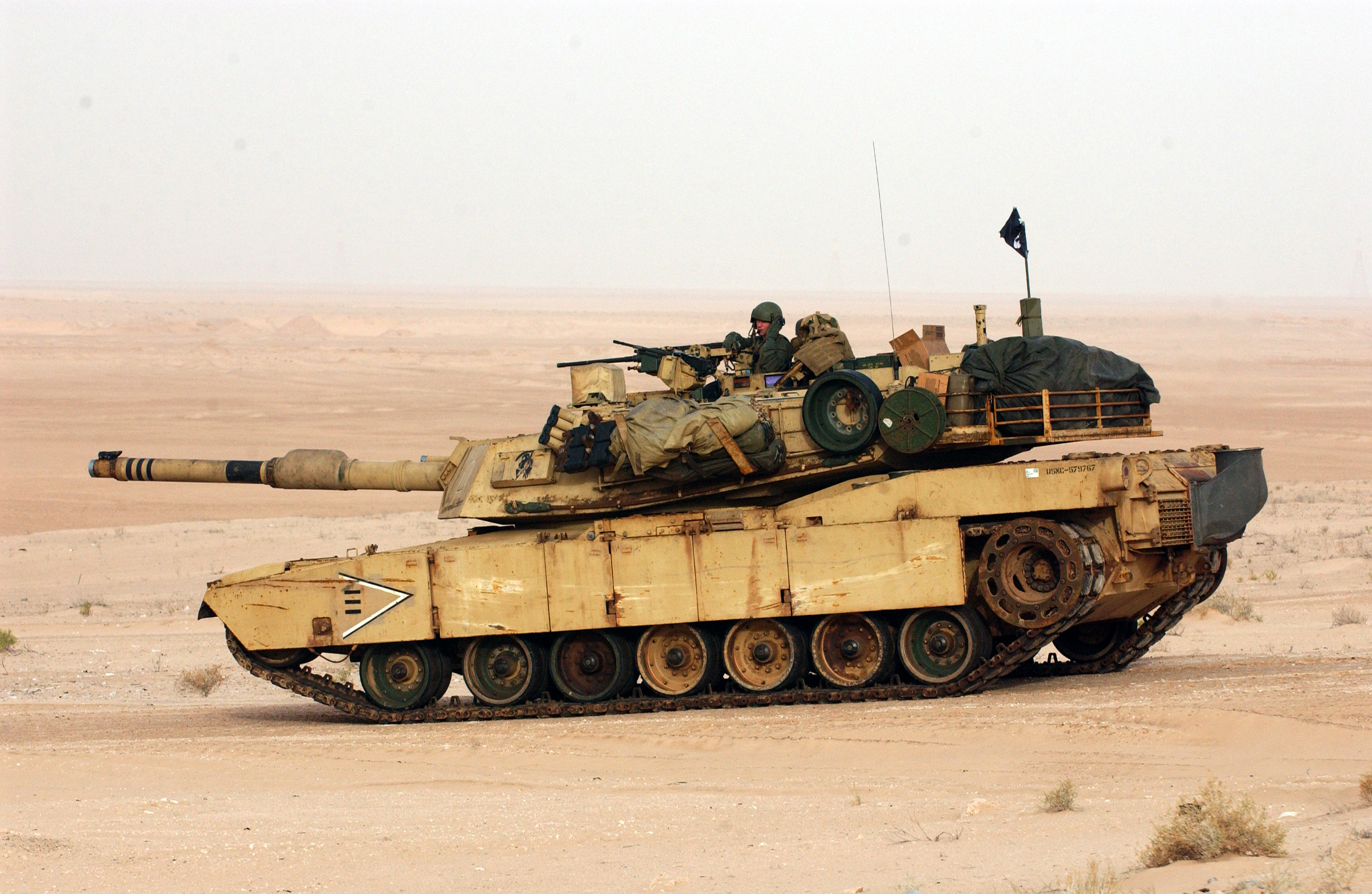
アメリカ海兵隊のM1戦車、2003年、イラクで

ジョージ・W・ブッシュ大統領は2002年1月の一般教書演説で、イラン、イラクおよび北朝鮮を「悪の枢軸」と呼び、これらの国がテロを支援し、大量破壊兵器を得ようとしていることを糾弾した。ブッシュ政権は、サッダーム・フセインがテロを支援し、1991年の国連停戦決議に違背し、生物兵器、化学兵器および核兵器を所有しているとしてイラク侵攻意図を公にし始めた。
アメリカ合衆国の同盟国にはインド、日本、トルコ、ニュージーランド、フランス、ドイツおよびカナダが含まれていたが、ブッシュ大統領が言う全面的な侵攻を正当化するだけの十分な証拠があるとは思っていなかった。特にアフガニスタンではまだ軍隊が必要な状況だった。国際連合安全保障理事会はイラク侵攻を承認せず、それ故にアメリカ軍がイラク侵攻の主体となった。アメリカ軍の主要な協力国はイギリス、オーストラリア、ポーランド、スペインおよびイタリアだった。2003年3月20日、イラク侵攻が始まった。
連合軍とイラク軍の戦闘が6週間続いた後、連合軍はイラク国内の重要地域を征圧した。サッダーム・フセインはその宮殿から逃亡し、その国内支配は明らかに終わった。5月1日、ブッシュは「任務は達成された」と書かれた看板の下で、地上での主要作戦は終わったことを宣言した。フセインの息子達、クサイとウダイはアメリカ軍に殺された。サッダーム・フセイン自身も12月に捕捉され、刑務所に収容された。それでもイラク反政府軍との戦闘は続いており、2004年アメリカ合衆国大統領選挙が終わっても拡大を続けた。
イラク侵攻に伴う犠牲者数が増加し、侵攻と再建の費用は2,000億ドルと推計されたことで、主要作戦の終結が宣言されて以降、アメリカ国内の支持者の約3分の1は失うことになった。最近の世論調査ではアメリカ合衆国に対する国際的な不満はかつてない位の高みにあり、ヨーロッパの住民の大半は、アメリカ合衆国があまりに強大すぎて主に自国の利益のために行動していると考えており、イスラム教国の大半はアメリカ合衆国が傲慢で、好戦的で、イスラム教を憎んでいると考えている。
イラクの状況は次第に難しいものとなり、政策立案者達は新しい選択肢を探し始めた。このことからジェイムズ・ベイカーとリー・ハミルトンを中心とする超党派委員会であるイラク研究集団が形成された。この集団は様々な提言を行った。その中でも顕著なものはイラクにおけるアメリカ軍駐留兵力の削減を求めたこと、近隣諸国との関与を求めたこと、またイスラエルとパレスチナのような地域紛争を解決することにより大きな関心を促したことだった。この提言は概して無視され、アメリカ軍によるイラクへの直接関与は今日でも続いている。

## 国内のテロ

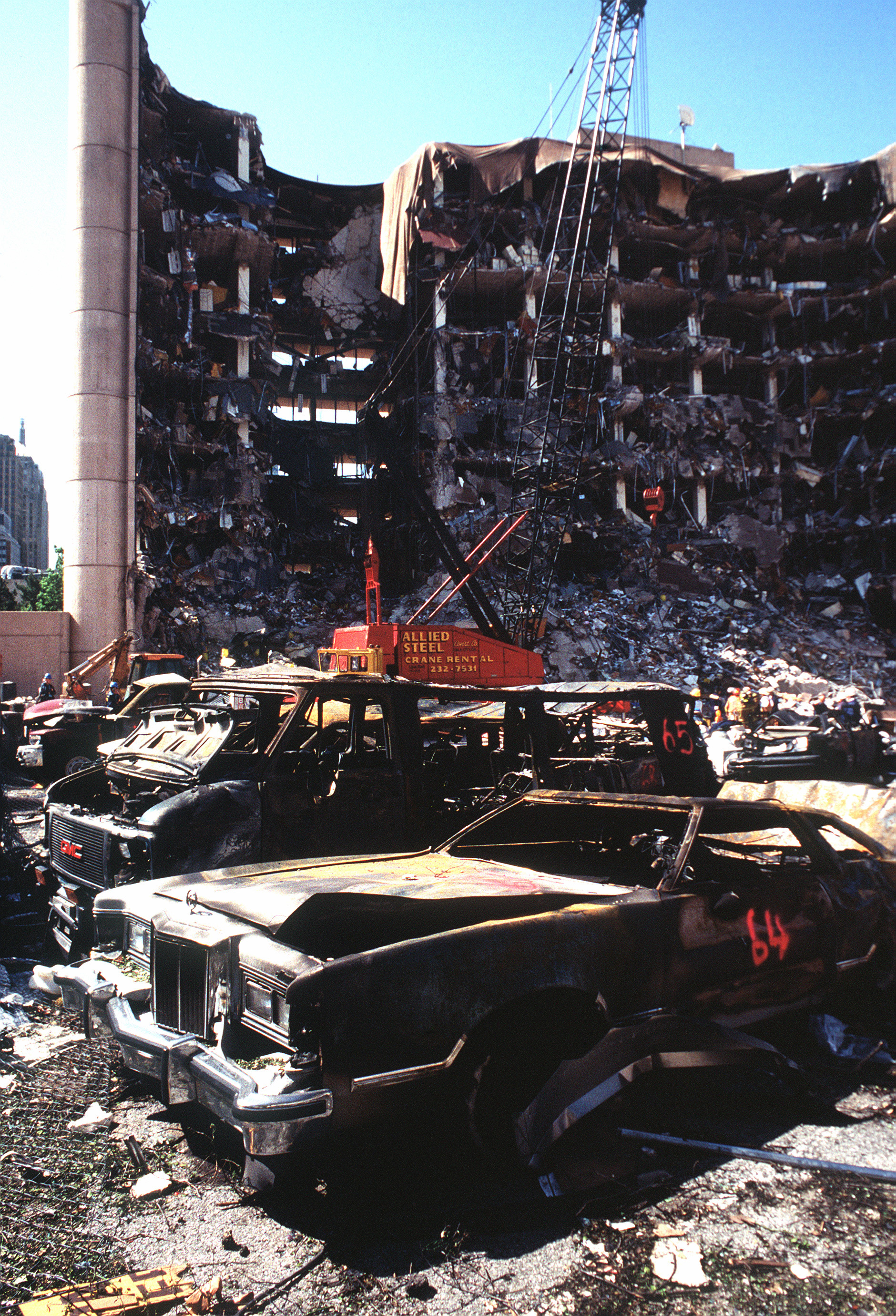
オクラホマシティ連邦政府ビル爆破事件の直後の様子

1990年代と2000年代は幾つかの国内テロもあった。多くの場合、連邦政府や大企業の動き、あるいはアメリカ社会の他の側面に不満を抱いた者による犯行だった。
1970年代と1980年代はメディアから「ユナボマー」（The Unabomber）と呼ばれた正体不明の者から、学者や航空産業の人物に郵便爆弾が送られてきていた。一時期は無くなっていたが、1993年からまた熱心に郵便爆弾を送るようになった。その標的は製材業や石油産業の代表者など大企業に拡大された。1990年代半ばに2人が殺害され、FBIによる骨の折れるまた金を使った捜査に、全国的メディアの協力もあって、セオドア・カジンスキーという実行犯を突き止めて逮捕した。カジンスキーは終身刑を宣告された。
1995年4月19日、オクラホマ州オクラホマシティのアルフレッド・P・ミュラー連邦政府ビルの外で、トラック爆弾が爆発し、168人を殺害し、600人以上を負傷させた。この爆破事件はアメリカ国内テロとしては最大のものとなり、連邦政府ビルの安全性を徹底的に改良させることになった。この事件の実行犯ティモシー・マクベイは反政府過激派であり、ウェーコ包囲事件やルビー・リッジ事件をその連邦政府に対する報復の正当化理由にしていた。マクベイは特に連邦政府役人を標的にしようとしたが、多くの無辜の市民が巻き添えになり、その中には19人の子供も含まれていた。マクベイは2001年に死刑が執行され、共犯者のテリー・ニコルズは終身刑を宣告された。
1996年7月、ジョージア州アトランタの100年記念オリンピック公園で開催されていた夏季オリンピック期間に、自家製の爆弾が爆発し、2人が殺害され、100人以上が負傷した。この事件の後には2つの妊娠中絶医院と1つのレズビアン・ナイトクラブに同様な攻撃があった。2003年、容疑者エリック・ロバート・ルドルフが逮捕され、2005年に終身刑を宣告された。
2001年、9.11同時多発テロ事件から数日後、著名なニュースパーソナリティや政府役人など数人に炭疽菌を入れた郵便が配達された（アメリカ炭疽菌事件）。この郵便で5人が死に、17人が感染した。このバイオテロは当初国際テロ組織アルカーイダによるものとされていたが、2008年にブルース・エドワード・アイビンスというメリーランド州の科学者が実行したとされた。アイビンスは告発される前に自殺した。

## 社会的暴力
1990年代初期、アメリカ合衆国の暴力犯罪率が過去最高になり、1993年頃から着実に減少を始めた。それでも薬物の問題や人口増加によってアメリカ合衆国の犯罪は増え続けている。
1992年、ロサンゼルス暴動が起こった。これはロサンゼルス市警の警官4人が黒人運転手ロドニー・キングを殴ったことについて無罪とされた後に発生した。この暴動はロサンゼルス市の主に黒人やヒスパニック系住人が多い南中部で起こった。50人以上が死亡し、2000人以上が負傷した。この虐殺の顕著な例として、レジナルド・デニーとフィデル・ロペスは凶暴な暴徒に殴られて半殺しの目に遭った。3,600か所から出火し、1,000軒以上の建物が破壊され、広い範囲で略奪が起こった。全体として被害総額は10億ドルに上った。ジョージ・H・W・ブッシュ大統領はこの暴動を非難し、カリフォルニア州知事のピート・ウィルソンおよびロサンゼルス市長のトム・ブラドリーと共に秩序回復に努めた。外出禁止令が発せられ、警官や消防士に加えて4,000人の州兵が動員された。
1990年代後半から2000年代にかけて、多くの学校乱射事件が国内を震撼させた。犠牲者が多く著名な事件としては、1998年のウェストサイド中学校銃乱射事件、1999年のコロンバイン高校銃乱射事件、2005年のレッドレイク高校銃乱射事件、2006年のアーミッシュ学校銃乱射事件、2007年バージニア工科大学銃乱射事件、および2008年の北イリノイ大学銃乱射事件があった。これらの事件により銃所持に関する政治問題やメディアによる攻撃に関する議論に火を付け、メンタルヘルス、学校の安全性およびいじめ対策への関心が高まった。
首都ワシントンの都市圏はベルトウェイ狙撃者事件に襲われた。これは2002年10月の1か月にわたってワシントンD.C.地域の市民や連邦政府職員に対する狙撃が続いたものだった。10人が殺害され、3人が負傷した。容疑者ジョン・アレン・ムハンマドとリー・ボイド・マルボが2002年10月24日に拘束され、1年後に有罪宣告された。ムハンマドは死刑、マルボは終身刑を宣告された。
2009年11月、テキサス州キリーンのフッド砦銃乱射事件でアメリカ陸軍少佐ニダル・マリク・ハサンが仲間の軍人13人を射殺し、30人を負傷させた。ハサンがイスラム教徒の子孫だったためにこの事件はテロだと考えられたが、FBIはテロ組織によって行われた可能性を否定した。

## 自然災害
1992年8月24日、カテゴリー5のハリケーン・アンドリューが南フロリダで地滑りを起こし、マイアミ市南部郊外のホームステッド、ケンドール、カトラーリッジなどの町を破壊した。その2日後、同じハリケーンがルイジアナ州の人口が希薄な地域で再び地滑りを起こさせたが、フロリダ州ほどの被害にはならなかった。このハリケーンで直接には26人、間接には39人が死亡した。被害総額は260億ドルに上り、当時はアメリカ合衆国史上最大の被害額となった。このハリケーンのとき、連邦政府の対応が鈍かったためにジョージ・H・W・ブッシュ大統領の国内問題への対応力イメージに傷が付き、また貧しい住宅事情で災害を大きくしたことなど多くの議論の種が生まれた。
1993年3月、「世紀の大暴風」あるいは「スーパーストーム」と呼ばれる大型の嵐がアメリカ合衆国の東海岸を襲った。この暴風雨は最低気圧が記録的なものとなり、フロリダ州でハリケーン並の暴風、高潮、および殺人的竜巻を生んだ。東部のあちこちでは1フィート (30 cm) から2フィート (60 cm) の降雪があった。この嵐は特にアメリカ合衆国南部を麻痺させ、アラバマ州バーミングハムのような地域では1.5フィート (45 cm) の降雪と記録的な低温を記録し、この地域としては異常な事態になった。この嵐で300人が死亡したとされ、被害総額は60億ドルになった。
1993年の春から夏に大洪水がアメリカ合衆国中西部を襲い、ミシシッピ川やミズーリ川、さらにその支流の流域は大きな被害を受けた。多くの小さな町が被害を受け農業の被害は甚大だった。1万戸の家屋が破壊され、1,500万エーカー (60,000 km2) の農業用地が水に浸かった。この洪水で50人が死亡し、被害総額は150億ドルとなった。
1994年1月17日早朝、ロサンゼルスのサンフェルナンド・バレー地域がマグニチュード6.7の地震に見舞われた（ノースリッジ地震）。この地震で70人以上が死亡し、9,000人以上が負傷した。死者の多くは建物、駐車設備あるいは高架道路の崩壊によるものだった。都心部が襲われたために被害額は200億ドルと大きなものになった。
1995年7月、シカゴ市を熱波が襲い、それが厳しい余波を生んだ。7月12日から16日までの5日間連続で最高気温は 90°F (32℃) 台から 100°F (38℃) 台を彷徨った。熱指数（湿度と温度の組合せで暑さを感じる程度を表したもの）は何日も120度までいった。この熱波で600人以上が死んだが、その多くは黒人、年長者、貧窮者だった。この事件で住民のそのような構成員に関する関心が増し、熱波の際に彼等に手を差し伸べることの重要性や、都市の気温や湿度が以上に高くなる都市ヒートアイランド現象の概念に関する関心が高まった。さらに停電や適切な警告や大衆の備えが無かったことで自体を悪化させており、そのような高い死亡率に繋がった可能性があった。
1996年1月、アメリカ合衆国北東部と大西洋岸中部を吹雪が襲い、多くの地域では18インチ (46 cm ) から36インチ (91 cm) の降雪を観測し、ワシントンD.C.、ボルチモア、フィラデルフィア、ニューヨーク市およびボストンなどの主要都市を麻痺させた。この吹雪での死者は150人、被害額は30億ドルになった。
1999年5月3日、グレートプレーンズ南部、特にオクラホマ州で猛烈な竜巻が起こった。最も強烈なものは藤田スケール5のものであり、オクラホマシティとムーア市の郊外を襲った。この竜巻は主要都心部を襲った竜巻の最も顕著な例となり、被害額も初めて10億ドルを超えるものになった。災害全体では50人が死亡し、600人以上が負傷した。
2004年、ハリケーン・チャーリー、フランシス、アイバンおよびジャンヌと4つのハリケーンが1か月の間に立て続けにフロリダ州を襲い、100人以上の死者と500億ドルの損害を出した。その中でもアイバンは勢力が強く、チャーリーは被害額が大きかった。

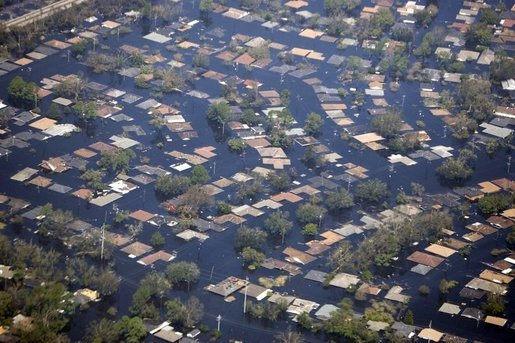
ハリケーン・カトリーナによる洪水

2005年8月と9月、ハリケーン・カトリーナとリタというさらに大型のハリケーンが2つメキシコ湾岸を襲った。カトリーナはルイジアナ州ニューオーリンズの堤防を決壊させ、海抜の低い市内の80％は水に浸かった。東はアラバマ州モービルから西のテキサス州ボーモントまで広範囲におよぶ破壊と洪水が起こり、特にミシシッピ州の海岸線は被害甚大だった。少なくとも1,800人の人命が失われ、1906年のサンフランシスコ地震以来となる国内の大惨事になった。メキシコ湾岸の港湾設備、石油掘削リグおよび石油精製所が被害を受け、既に高いレベルにあったアメリカの石油価格をさらに上昇させた。ニューオーリンズの住人はその多くが貧窮者であり、嵐の前に避難できなかった（あるいは避難しようとしなかった）ために何日も洪水の中に孤立してしまった。家屋の屋根の上あるいは不衛生で危険な公共建築物の避難場所から何万人もの人々が軍隊に救出された。州政府や地方政府は事態の深刻さに対処できなかった。連邦政府の対応も含めて彼等の対応は、混乱の中で危険なくらい備えが無く公共の安全を保つ能力に欠けていたとして、議員や市民に厳しく批判された。ジョージ・W・ブッシュ大統領は、連邦政府がニューオーリンズなどハリケーンの被害を受けた地域の再建を請け負うと約束し、その費用は2,000億ドルに上ると試算された。
ハリケーン・リタはカトリーナから1か月も立たないうちにテキサス州とルイジアナ州の州境地帯を襲った。このときヒューストン地域やルイジアナ州の一部から数百万人の市民が避難したので、アメリカ合衆国史の中で最大の避難騒ぎになった。ハリケーン・リタでは100人以上が死亡したが、死者の大半は避難やハリケーンが通り過ぎた後に起こった間接的な原因によるものだった。被害総額は100億ドルとされた。
猛威を揮った2005年大西洋ハリケーン・シーズンの1つとして、10月にはハリケーン・ウィルマがフロリダ州を襲い、死者35人、被害総額200億ドルを出させた。このハリケーンは史上最低の圧力を記録した後にフロリダ州で地滑りを起こさせ、記録に残る猛威を発揮した。
2008年2月のスーパー・チューズデーは多くの州で加熱した中間選挙の最中にあったが、破壊的な竜巻が中西部と南部を襲った。特に危険な夜間の竜巻が地域を横切った。このとき総計87個の竜巻が記録された。テネシー州、ケンタッキー州、アーカンソー州およびアラバマ州で60人以上が死亡し、数百人が負傷した。被害額は10億ドルを超えた。この竜巻による被害は23年ぶりの規模になり、夜と冬の竜巻の危険性と南部住民の竜巻に対する脆弱性について関心を新にさせることになった。
2008年9月、2年連続して大型ハリケーンの被害を受けなかった後で、ハリケーン・グスタフがルイジアナ州で180億ドルの被害を生じさせ、さらにその数週間後にはハリケーン・アイクがテキサス州ガルベストンとヒューストン地域で310億ドルの被害を出させた。アイクはアンドリューやカトリーナに続いて史上3番目に大きな被害額を出させたハリケーンとなった。100人以上が死亡した。またこのハリケーンのためにガソリン価格が1ガロン4ドル（1.06ドル/リットル）にも跳ね上がった。

## 人為的な災害
2003年2月1日、スペースシャトル・コロンビア号が大気圏再突入時に分解し、部品はテキサス州とルイジアナ州の上空に飛散した。この事故で7人の宇宙飛行士全員が死亡した。事故の原因は発射時に発泡断熱材の一部が剥落し、これがシャトルに当たって穴を生じさせ、再突入時に高温ガスをシャトル内に引き入れてしまったとされた。この災害後、スペースシャトル計画は29ヶ月間中断され、NASAは事故原因を調査し、再発防止策を作った。
2010年4月20日、メキシコ湾のルイジアナ州海岸沖で、海洋石油掘削リグ、「ディープウォーター・ホライズン」が爆発し炎上した。数十名の作業者が炎の中から脱出し救命艇やヘリコプターに救出されたが、11人が死亡し、17人が負傷した。リグは36時間燃え続けた後に沈没した。4月24日、損傷した油井から急速に原油がメキシコ湾に漏れていることが発見された。約90日間にわたって、毎日数万バーレル（1バーレルは159リットル）の原油が流出し、アメリカ合衆国史の中で最大の原油流出事故となった。油井は7月半ばに封鎖されて流出は止まったが、油井に蓋をし、代替油井を作る作業が行われている。海岸を守るために多くの努力が払われたが、この漏洩はメキシコ湾岸の州の環境と経済に莫大な影響を与えた。オバマ政権はリグの所有者BP（ブリティッシュ・ペトロリアム）に海岸の清掃費用を全て負担するよう命令した。その費用は数百億ドルに上ると推計されている。この事故でアメリカ合衆国政府、オバマ政権およびBPに対する大衆の評価が低下し、流出原油に対する対応が悪かったことでBPの評価は最悪になった。

## 政治

### クリントン政権

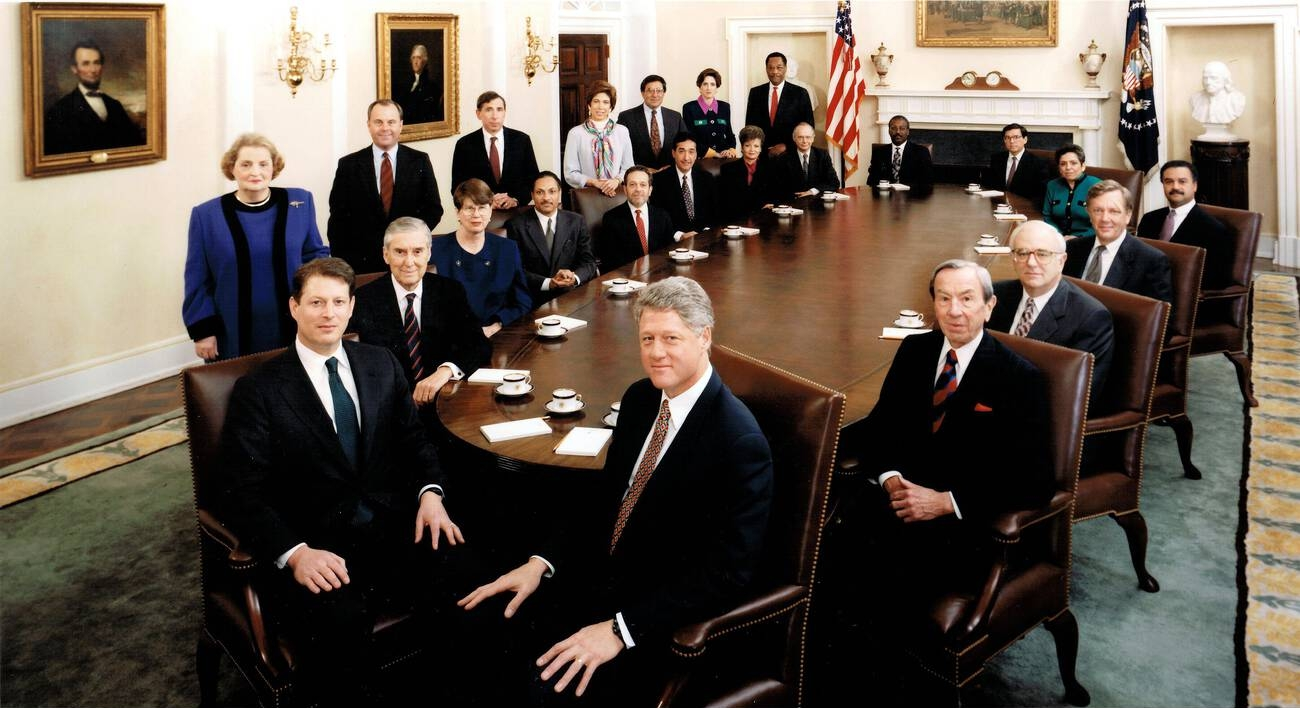
クリントン政権の閣僚、1993年

ジョージ・H・W・ブッシュ大統領は湾岸戦争の成功によって評価を上げ、大統領として高い支持率を維持していた。しかし、景気の後退と選挙公約を破ったことが評判を落とし、その支持率は80％台の高みから40％台前半さらには30％台後半まで低下した。ブッシュが政治的問題を抱えた中で、ビル・クリントンは三つ巴となった1992年アメリカ合衆国大統領選挙の一般投票で投票数の43％を獲得し、ブッシュの38％、第3の候補ロス・ペローの19％を上回って当選した。ペローは二大政党に対する有権者の不満に訴え、二大政党からほぼ等分に票を奪ったが、選挙人票を獲得するところまでは行かなかった。ペローが19％を獲得したことで、次の1996年選挙ではその改革党に対して連邦選挙委員会のマッチングファンド（大統領選挙資金公的補助制度）が得られることになった。次の1996年選挙でも再度三つ巴選挙の地盤ができた。
クリントンはアメリカ合衆国史の中でも最も若い層の大統領として就任し、ベビーブーム世代としては初の大統領となった。クリントンは多くの国内問題に焦点を当てて解決することを約束し、就任時には高い期待を持たれた。しかし、直ぐに指名した役職者の個人的経歴に関する議論が持ち上がり、政治的な対立によりホモセクシャルがアメリカ軍に従軍することを認めると宣言したことも止められてしまった。
1993年のこれらの出来事は、より対立的な大統領になるはずだったクリントンの評価を或る者には大きな好感をもって、また或る者には嫌悪感をもって見られるというパターンを作ったように見えた。クリントン政権で初期に成功した国内政策は1994年に攻撃用武器規制法を成立させたことだった。この規制法は共和党の非難を浴び、共和党が議会と大統領を支配していた2004年には失効することになった。クリントンが1994年に提案した国営健康管理システムはクリントンの妻、ヒラリー・ロダム・クリントンが議案提出したものであり、右派の猛反発にあった。彼等は政府が小さくあるべきであり拡張すべきではないという一般原則にのって活発な反対を行った。この提案は議会を通らず、アメリカの健康管理は従来と変わらぬままになった。

### 共和党支配の議会

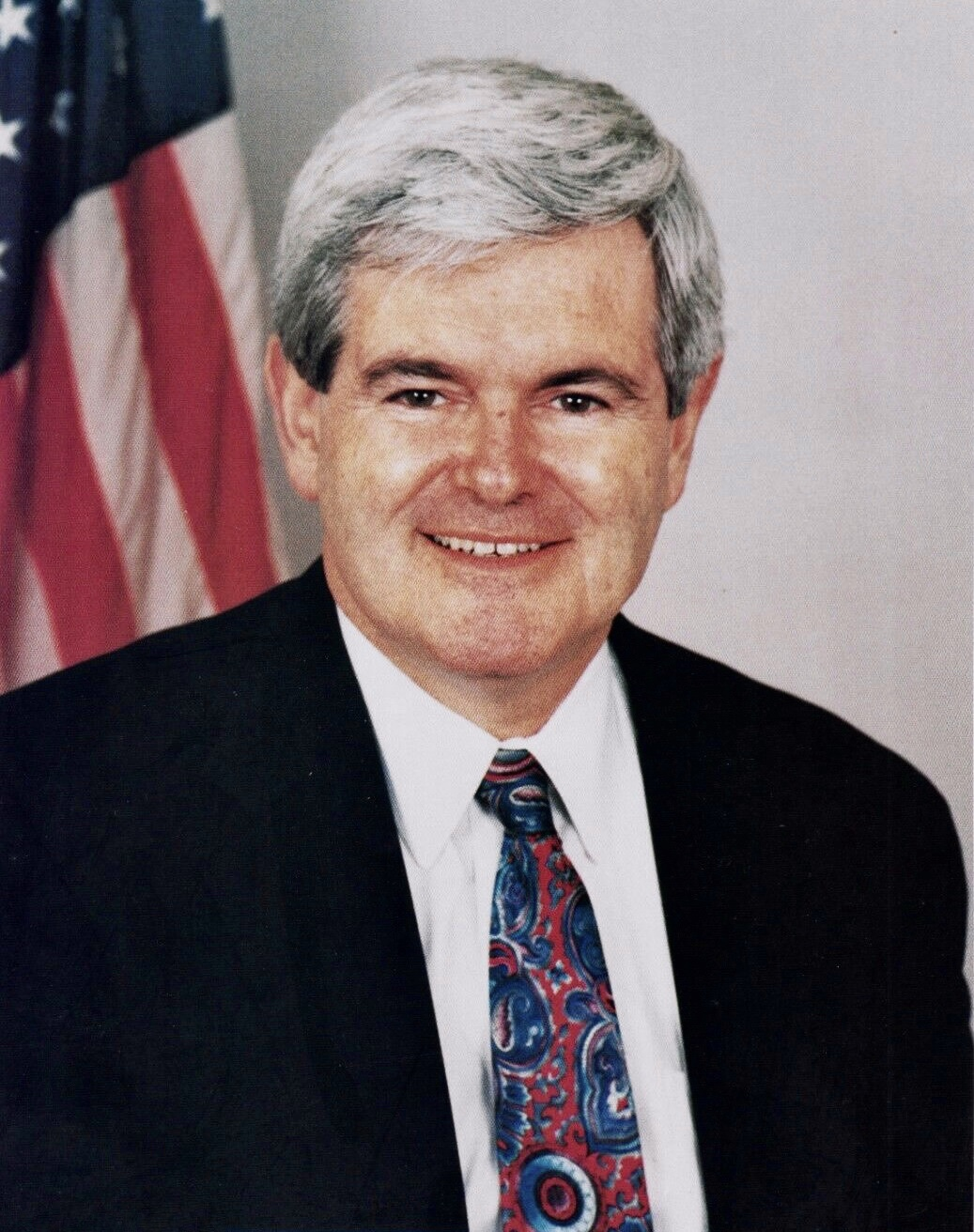
ニュート・ギングリッチ、1995年-1999年の下院議長

民主党は1930年代のニューディール政策から60年代の「偉大なる社会」プログラムに繋がる「大きな政府」による社会福祉や人権擁護の積極的な推進により大きな支持を得て、しかもその後のウォーターゲート事件で共和党が厳しい批判にさらされたこともあり、長期にわたって議会支配を確固たるものにしていた。しかし1980年代と1990年代初期はその結束が崩れた時代であり、有権者に奉仕する者としてある民主党現職議員の人気で議会の統治能力に対する幻滅が拡大していた事実を覆い隠していた。1994年の中間選挙で、民主党は突然40年間続いた下院と上院の支配を失った。ニュート・ギングリッチに率いられた下院共和党は40年間少数党として過ごした後に議会を誘導する困難さに直面したが、1994年9月27日に議会に提出した「アメリカとの契約」の追求を始めた。
年を経るごとに、ワシントンでは大統領とその右派敵対者、共和党との二極化が進展した。ニュート・ギングリッチは1995年1月に下院議長に選出された。ニューメディアの情報発信源が急成長し、右派に声援を送った。ラッシュ・リンボーのラジオトークショーが素晴らしい成功を収め、共和党の議会における勝利に大きな影響を与えた。1995年に「ザ・ウィークリー・スタンダード」が創刊され、ジョージ・W・ブッシュが当選した後に、ホワイトハウスで最も読まれている出版物だという宣伝を行った。これら新しいメディアはかつて無かったような騒々しい論争を増長し、アメリカ政治の新しい「文化戦争」と言う者もいた。極右派の声は連邦政府に対して妥協しない敵意に変わり、特にアルコール・タバコ・火器及び爆発物取締局がテキサス州ウェーコでブランチ・ダビディアンへの襲撃に失敗した後はそうだったが、1995年4月にティモシー・マクベイとテリー・ニコルズによるオクラホマシティ連邦政府ビル爆破事件の後は信用を幾らか落とした。
クリントンは伝統的な民主党とリベラル派の後ろ盾を受けて、その中道的「新民主党」政策を好む中道派の支持を得ることができた。それはニューディール政策や偉大なる社会の拡大された政府の任務から舵を切り、共和党の主要課題を取り上げて三角政治を行うことを可能にした。そのような妥協の例としては1996年に法として成立した福祉改革法があった。この新法は受益者が利益を受ける条件として働くことを求め、個々人が補助を受ける期間の上限を定めていたが、各州はそのタイムリミットから取扱件数の20％を除外することを認めていた。クリントンはまた連邦の犯罪防止策を強固にする道を探っていたが、薬物への戦いに連邦予算を振り向け、新に10万人の警官を雇用することを要求した。クリントン政権が終わるまでに、アメリカは最長期間の景気拡大を経験し、財政黒字を達成していた。財政黒字を達成した最初の年は、1969年以降ではアメリカ社会保障医療信託基金から政府が借金をしなかった最初の年でもあった。
クリントンは1996年選挙で共和党の上院議員ボブ・ドールと、改革党指名候補となったロス・ペローを破って再選された。
1992年と1996年の有権者は、以前からあったクリントンの婚外情事という噂について見逃してきていた。しかし1998年2月に、クリントンとホワイトハウスの研修生モニカ・ルインスキーとの間に性的関係が続いていたという報告書が出たときに、この噂が表面に出た。クリントンは当初、明快にその関係を否定した。「私はあの女性、ルウィンスキー嬢と性的関係を持たなかった。」クリントンの妻ヒラリーはこの告発が「広い右派の陰謀」によって拾い上げられた根も葉もない中傷だと表現した。ルウィンスキー事件が独立検察官ケネス・スターによって捜査されることになった1998年8月、クリントンは前言を引っ込めることになった。スターはここ数年間にわたるクリントンの悪行に関わる様々な告発を調査していた。クリントンの否定発言は検察官の前での宣誓供述書にまで及ぶことになったので、偽証と司法妨害の容疑で下院での大統領に対する弾劾手続が始められた。
この事件はクリントンが下院で弾劾裁判を受けたときが頂点だったが、結局上院で有罪とはされなかった。大衆の反発がニュート・ギングリッチに及び、1998年中間選挙で共和党が揮わなかったために、ギングリッチは辞任した。その後継議長なることが明白だったボブ・リビングストンは、彼も婚外情事を行っているという記事が出たために弾劾手続が始まる前に議員を辞任した。弾劾裁判の後、スキャンダルに倦み、気後れしたアメリカ大衆は事件が決着したことに大いに満足したように見えた。
1999年、共和党員でイリノイ州出身のJ・デニス・ハスタートが下院議長になり、これを2007年まで続けた。共和党の下院議長としては最長記録になった。

### ジョージ・W・ブッシュ政権

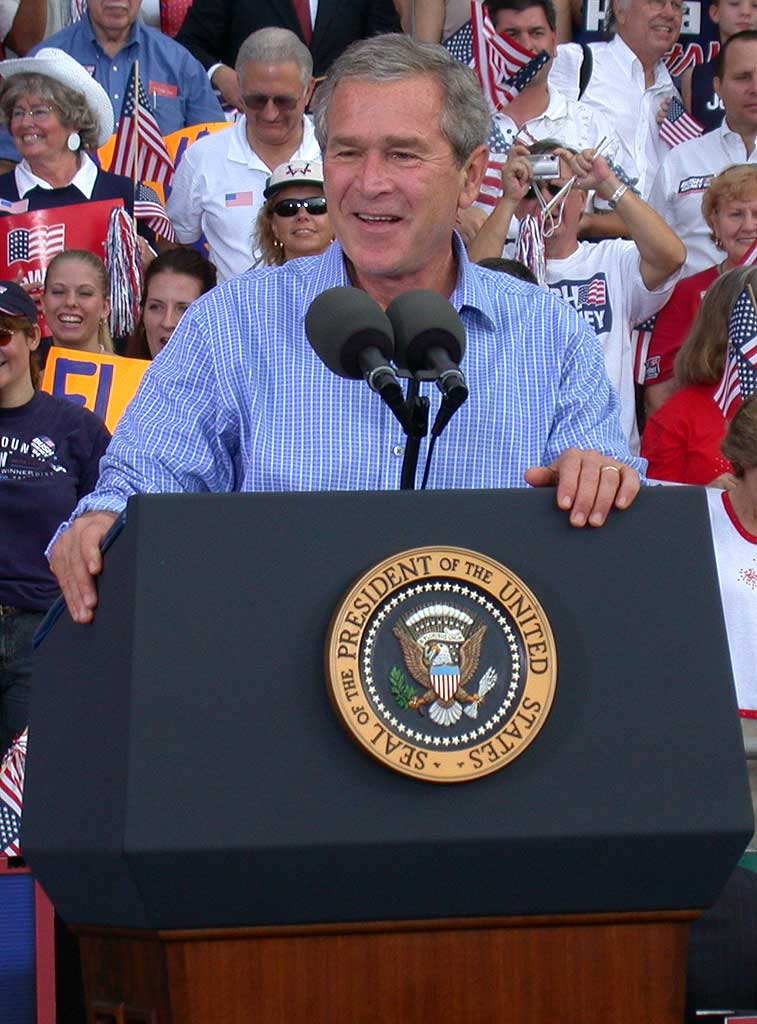
ジョージ・W・ブッシュ、2004年の選挙戦で

2000年アメリカ合衆国大統領選挙はその結果を巡って激しい論争となり、最終的にアメリカ合衆国最高裁判所の「ブッシュ対ゴア事件」判決では、5対4の票決でブッシュ有利としたフロリダ州公式開票結果を支持した。ジョージ・W・ブッシュは2001年1月20日に大統領に就任した。この選挙は選挙人投票で選ばれた大統領が一般投票では多数を得ていなかったということでは3度目の結果になった。ブッシュ政権の初めの8か月は大した事件も無しに過ぎた。しかし、その時点までに1990年代後期の好景気は終わっていることが明白になっていた。2001年という年は9か月不況に見舞われ、生産高の上昇率は0.3％に過ぎず、失業率や企業の破産件数が少なからず増加して、心理的にも数字からも好景気が終わったことが分かった。ブッシュ大統領は景気回復を目指して大幅な連邦税減税を承認した。
2001年9月11日、アルカーイダのテロリストが民間機をハイジャックして世界貿易センターとペンタゴンに攻撃を加え、3,000人近い死者を出し、6,000人以上を負傷させたときに、ブッシュの指導力と決断力が試されることになった。ウサーマ・ビン＝ラーディンが攻撃の首謀者であるとされた。ブッシュ大統領は全ての航空機を着陸させ、その週の残り期間はアメリカの空港を閉鎖させる命令を出した。航空産業の緊急救済法案が成立し、翌週証券市場が再開されたときは証券相場が急落した。この攻撃に反応してブッシュ政権と議会は安全保障の強化を目指した議論の多い米国愛国者法を成立させ、捜査、情報および緊急時対応に関わる多くの連邦機関を統合した国土安全保障省を創設した。10月7日、ブッシュは地球規模のテロとの戦いの一部としてアフガニスタンでの空爆開始を宣言し、アルカーイダ、ターリバーンなどテロ組織の殲滅を目指すと伝えた。2003年、経済が力強い回復を遂げたときに、ブッシュは3月20日にイラク戦争を始めさせた。これはサッダーム・フセインの政権が大量破壊兵器を保有しているという論議のある根拠に基づいた開戦だった。5月1日にブッシュは飛行機の上から「任務は達成された」と書かれた旗を背景幕として、イラクにおける主要戦闘作戦は完了したという声明を発表した。しかし、イラク反政府軍が率いるゲリラとの戦闘はこの10年間の残りも続いており、4,000人以上のアメリカ兵が殺されることになった。2003年後半、フセインが捕捉され、イラク国民の前で裁判に掛けられた後に、2006年に処刑された。
2004年アメリカ合衆国大統領選挙で、ブッシュは民主党の対抗馬ジョン・ケリーを破って再選された。ブッシュは一般選挙の50.7％を獲得し、ケリーは48.3％だった。共和党は直近の中間選挙の傾向とは対照的に両院で勢力を伸ばした。
ブッシュ政権の2期目では、アメリカが主導したアフガニスタンとイラクへの侵攻、1兆3,000億円の減税、落ちこぼれ防止法、メディケア処方薬改善近代化法、部分的人工中絶禁止法、2005年エネルギー政策法および安全・説明可能・柔軟・効果的輸送平準化法の成立などが主な出来事だった。

### 民主党支配の議会

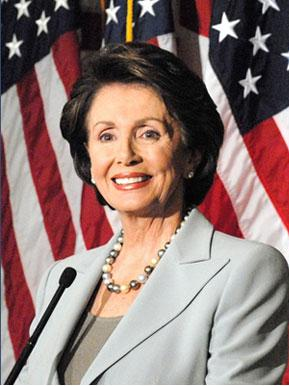
ナンシー・ペロシ、女性初の下院議長、2007年-現在

民主党は2006年選挙で勝利を収め、ナンシー・ペロシを女性初の下院議長に選出した。この選挙では女性と少数民族出身議員の数でも記録破りとなった。民主党は選挙で勝利したときに、議会で権力を取ったときの政策提案100時間計画を起草した。この計画の主要課題としては赤字を減らすための従量制計画、9.11委員会推薦の法制化、連邦最低賃金を時間あたり7.25ドルに増額すること、メディケア患者に対する薬価値下げ交渉を薬品会社と直接行う権限を政府に与えること、アメリカのエネルギー独立性を改善するために大規模石油会社に対する租税補助金を止めることが含まれていた。100時間計画の後、9.11委員会推薦は議会で実行されなかった。
第110議会は、ブッシュ大統領の軍隊増派提案に対して拘束力の無い決議を行った以外、イラク戦争について何かを変えるようなことはほとんどしなかった。さらに下院はアメリカ軍の段階的撤退を条件に1,240億ドルの緊急予算を承認した。ブッシュは派遣軍の縮小を提案していることを理由にこの法案に拒否権を使った。これはブッシュが発動した2度目の拒否権となった。
2007年5月から7月にかけて、エドワード・ケネディやその他の上院議員が共同発案者となって、上院法案1348号と修正法案1639号を提案した。この法案の目的は恩赦と市民権をもたらすために移民法の改革を要求することだった。6月7日、上院多数党院内総務ハリー・リードはこの法案を審議案件から外した。6月14日、ブッシュ大統領はこの法案の支持者となり、上院で審議するよう差し戻した。6月26日、上院は64対35の票決で討論終結を決めた。6月27日、27の修正案が議論され、そのうち5つのみが上院法案1639号に組み入れられた。6月28日、討論終結投票で議論を終わらせることが確認された。結果は53対45で討論終結を否決し、2007年移民法議論は終わった。
上院において少数派共和党による議事妨害の恐れがあり、110議会の1年目だけで72回の討論終結投票が行われた。これは通常の2年会期ではこれまでの68回を破る記録となった。上院少数党による妨害で法案を成立させられないために、何もできない議会の様相を呈し、議会の支持率は著しく降下した。2007年後半、幾つかの世論調査では議会に対する支持率が18％にまで下がっていた。2008年1月、議会の支持率は20％台半ばだった。2008年の選挙では多数派民主党が両院で勢力を伸ばした。

### バラク・オバマ政権
2008年は共和党の大統領と民主党による議会支配という状況で、かつどちらも著しく低い支持率のままに選挙の年になった。大統領選挙では、共和党がアリゾナ州選出のアメリカ合衆国上院議員ジョン・マケインを大統領候補、アラスカ州知事のサラ・ペイリンを副大統領候補に指名した。民主党はイリノイ州選出のアメリカ合衆国上院議員バラク・オバマを大統領候補、デラウェア州選出のアメリカ合衆国上院議員ジョセフ・バイデンを副大統領候補に指名した。共和党の指名は2月のスーパーチューズデーの結果で大勢が決したが、民主党の指名争いは6月にヒラリー・クリントンが公式に撤退宣言を行うまで決着が着かなかった。11月4日、オバマがマケインを破って第44代大統領に当選し、行政府の最高位に選ばれた初めてのアフリカ系アメリカ人となった。オバマとバイデンは2009年1月20日に就任した。
オバマの政策は打ち続く地球規模の金融危機に対応しなければならず、また税制や外交政策の修正、キューバのグァンタナモ湾仮収容所での囚人拘禁の段階的縮小に取り組んだ。オバマはイラクからの米軍撤退期限を2011年に設定したが、アフガニスタンでは2009年前半に増派を行い、さらに要求されているので、戦争は拡大している。
2010年3月、オバマは患者保護・医療費のかからない医療法を成立させた。これはアメリカの健康保険システムにとって大きな変化になった。議会では大いに議論が戦わされ、共和党員は誰も賛成票を投じなかったので、民主党の支持だけで成立した。
2010年4月以降、オバマ政権はディープウォーター・ホライズン原油流失事故で悩まされる。これはアメリカ史の中でも最大の流出事故であり、損傷した油井から90日間も原油が流出し続け、7月半ばに流出は止められたものの、まだ完全ではない。メキシコ湾沿岸諸州の環境と経済に大きな衝撃を与えた。オバマ大統領は何度もメキシコ湾岸に行ってこの危機への不断の対応を訴えたが、オバマとその政権、連邦政府およびBPは、その危機対応のまずさで否定的な評価を受けるようになった。
バラク・オバマ大統領は伊勢志摩サミット出席後の2016年5月27日、日本の安倍晋三首相とともに、現職のアメリカ大統領としては初めて、自国の行為により世界史上初めて戦争時において核兵器の使用がなされた場所である広島県広島市の広島平和記念公園を訪問した。

### ドナルド・トランプ政権
2016年、ラストベルト地帯における、従来は民主党の支持層であった白人労働者の支持を受けるなどして、「AMERICA FIRST（アメリカ第一）」、「Make America Great Again（アメリカを再び大国に）」といったスローガンを掲げて、その並外れた言動から「暴言王」とも称された、実業家出身で政治経歴のないドナルド・トランプが共和党候補として出馬し、元ファーストレディ（大統領経験者の配偶者）である民主党候補のヒラリー・クリントンを破り当選を果たし大統領に選出され、2017年1月20日に第45代アメリカ合衆国大統領に、副大統領にはマイク・ペンスが就任した。
トランプ政権は、環太平洋パートナーシップ協定（通称：TPP）からの撤退表明、駐イスラエル米国大使館のエルサレムへの移転および同国首都としてのエルサレムの承認、シリアへの空爆、メキシコからの不法移民規制、気候変動抑制に関する多国間協定（通称：パリ協定）からの米国離脱宣言、イラン核合意からの離脱、国連人権理事会からの離脱、ホワイトハウス報道官やCIA（中央情報局）長官、国務長官などの相次ぐ政府高官人事の交代、朝鮮民主主義人民共和国（北朝鮮）の第3代最高指導者である金正恩朝鮮労働党委員長との史上初の米朝首脳会談の開催など、内政・外交面ともにさまざまな課題に直面した。

### ジョー・バイデン政権
2020年大統領選挙でトランプは再選を目指すも、オバマ政権で副大統領を務めた民主党のジョー・バイデンが勝利し2021年1月20日に第46代大統領に就任した。また、非白人かつ女性で初の副大統領にカマラ・ハリスが就任した。
2020年以降、中国から発生した新型コロナウイルス感染症のパンデミックが襲い、その対応に迫られる。
2001年より継続するアフガニスタン紛争において、2021年5月にアフガニスタンからのアメリカ軍撤退を開始させ、同年8月31日に完了した。結果、同国でアメリカが後ろ盾であったアシュラフ・ガニー政権は事実上崩壊し、旧支配勢力ターリバーンが約20年ぶりに政権を掌握した。

## 関連記事
冷戦後の各国の歴史
- ドイツ再統一
- 平成（日本）
- ロシア連邦の歴史
- 総統民選期の中華民国（台湾）